# La Haie Menneresse
La Haie Menneresse est un hameau partagé entre les communes de Busigny, de Molain, de Saint-Souplet et de Vaux-Andigny, située à cheval dans les départements de l'Aisne et du Nord, en région Hauts-de-France.

## Géographie

### Localisation
La Haie Menneresse, localité de Busigny, de Molain, de Saint-Souplet et de Vaux-Andigny, est situé dans les départements de l'Aisne et du Nord, en région Hauts-de-France.
À vol d'oiseau, par rapport aux chefs-lieux des communes, elle se situe à 6,43 km de Busigny, à 6,23 km de Molain, à 3,77 km de Saint-Souplet et à 6,94 km de Vaux-Andigny.
Elle est distante, par rapport aux préfectures des départements, de 58,7 km de Laon et de 69,16 km de Lille. Elle se trouve, par rapport aux sous-préfectures des arrondissements, à 40,05 km de Vervins et à 22,01 km de Cambrai.

### Géologie et relief
La localité se situe à une altitude variant entre 145  et   157 mètres d'altitude.
Le sous-sol géologique de la localité date du Crétacé supérieur, avec la présence de limons de plateaux datant de la fin du Mésozoïque et début du Cénozoïque.
Le risque sismique est considéré comme faible soit en zone 2 selon la carte du zonage définie par le gouvernement

### Voies de communication et transports

#### Voies de communication
La Haie Menneresse se trouve sur la route départementale 66 (RD 66), reliant Busigny à Saint-Souplet. Cette route départementale rejoint la route départementale 21 (RD 21) à Busigny, qui permet d'aller de Saint-Quentin au Cateau-Cambrésis. La route départementale 77 (RD 77) part de la localité pour rejoindre Vaux-Andigny. La route départementale 77p (RD 77p) relie la localité à Molain.

#### Transports
La gare ferroviaire la plus proche se trouve à Busigny. La gare est desservie par plusieurs lignes du TER Hauts-de-France.

## Histoire
L'histoire de la localité est liée avec celles des communes de Busigny, de Molain, de Saint-Souplet et de Vaux-Andigny. Lors de la Première Coalition contre la France en 1794, des troupes autrichiennes menées par le général Petrasch avec une colonne anglaise repousse, en avril, des troupes de l'armée du Nord qui s'était positionnée dans le hameau.
Avec la situation particulière de la localité, celle d'être à cheval sur quatre communes, deux arrondissements et deux départements, le conseil général du Nord émet, entre 1892 et 1893, le vœu d'ériger en une commune indépendante, La Haie Menneresse, afin de résoudre cette spécificité administrative. Elle transmet cette demande à celui de l'Aisne, mais elle n'aboutit pas.
Elle est également le théâtre de la bataille de la Selle en octobre 1918.

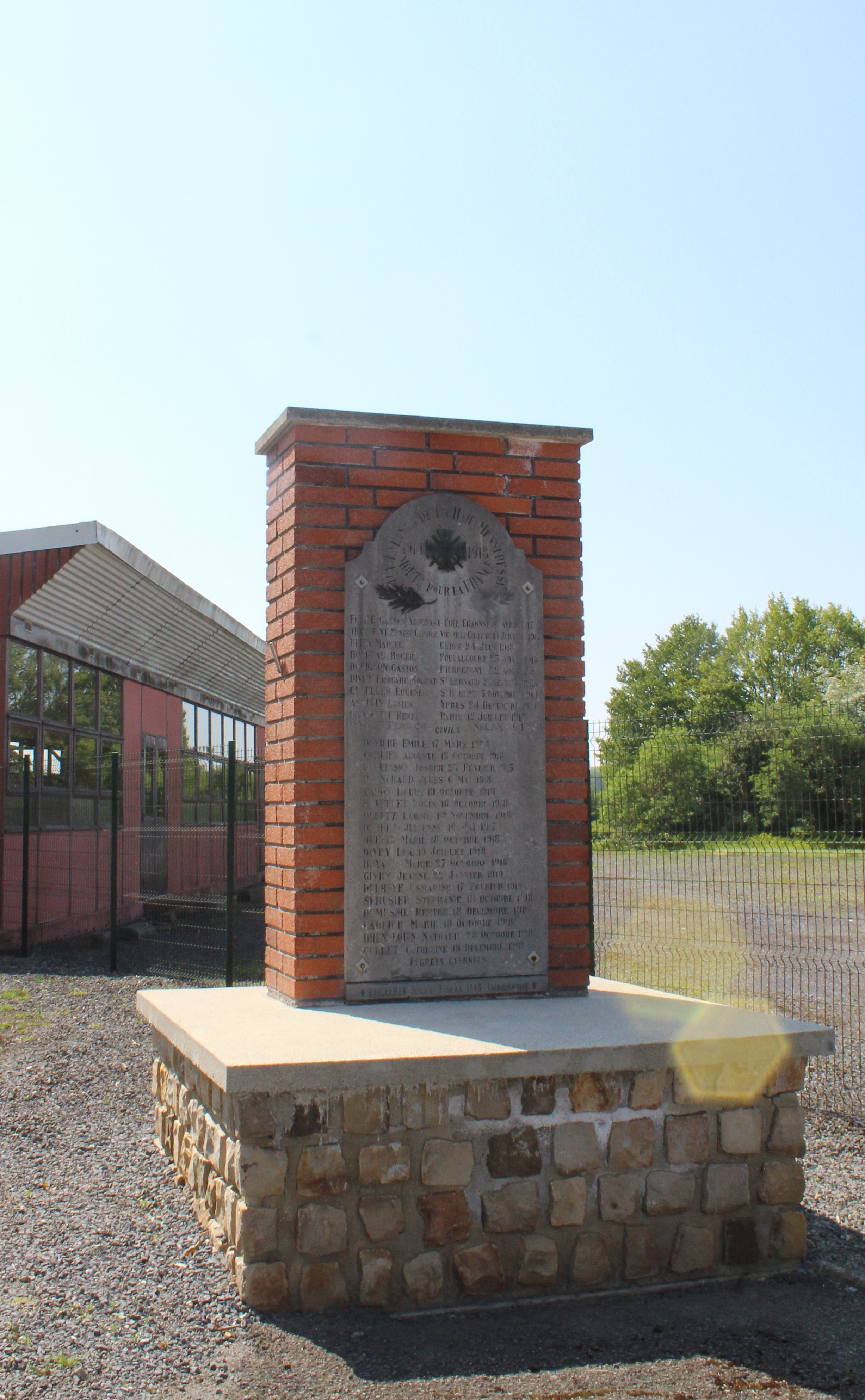
Le monument aux Morts.

## Politique et administration
N'ayant jamais acquis le statut de commune, La Haie Méneresse dépend de quatre communes (Busigny, Molain, Saint-Souplet et Vaux-Andigny).

## Population, culture, société et patrimoine
- Un cimetière, situé sur la commune de Busigny.